# Atributos de Dios en el cristianismo
Los atributos de Dios son características específicas de Dios discutidas en la teología cristiana. Estos incluyen la omnisciencia (la capacidad de saberlo todo), la omnipotencia (la capacidad de hacer cualquier cosa) y la omnipresencia (la capacidad de estar presente en todas partes), que enfatizan la naturaleza infinita y trascendente de Dios. Además, a menudo se describe a Dios como eterno (sin principio ni fin) e inmutable, lo que indica una existencia constante y perfecta.
Otros atributos incluyen la santidad (pureza moral), la rectitud (rectitud), la justicia (equidad), el amor (cuidado compasivo por la creación), la misericordia (perdón y bondad) y la bondad (voluntad benevolente hacia los demás). Dios también es descrito como soberano sobre la creación.
Estos atributos proporcionan un marco para comprender cómo se percibe que Dios interactúa con el mundo y la humanidad, formando la base de varias doctrinas teológicas. En la teología reformada, los atributos de Dios a menudo se distinguen entre aquellos que se pueden compartir con los humanos (como el amor y la justicia) y aquellos que no (como la omnipotencia y la omnipresencia).

## Clasificación
Muchos teólogos reformados distinguen entre los atributos comunicables (aquellos que los seres humanos también pueden tener) y los atributos incomunicables (aquellos que pertenecen solo a Dios). Donald Macleod, sin embargo, argumenta que "todas las clasificaciones sugeridas son artificiales y engañosas, no menos importante la que ha sido más favorecida por los teólogos reformados: la división en atributos comunicables e incomunicables".
Muchos de estos atributos solo dicen lo que Dios no es, por ejemplo, decir que es inmutable es decir que no cambia.
Los atributos de Dios se pueden clasificar en dos categorías principales:
1. Sus infinitos poderes.
2. Sus atributos de personalidad, como la santidad y el amor.

Millard Erickson llama a estas categorías la grandeza y la bondad de Dios, respectivamente.
Sinclair Ferguson distingue los atributos divinos esenciales, que han sido expresados y experimentados en su forma más intensa y dinámica entre las tres personas de la Trinidad, cuando no existía nada más. De esta manera, la ira de Dios no es un atributo esencial porque no tenía lugar en la comunión interior entre las tres personas de la Trinidad eterna. Ferguson señala que, sin embargo, es una manifestación de la justicia eterna de Dios, que es un atributo esencial.

### Según Tomás de Aquino
En el pensamiento de Tomás de Aquino, Battista Mondin distingue entre atributos entitativos y atributos personales del ser subsistente que es Dios.
Los atributos entitativos conciernen a Dios en cuanto al hecho de que en Él coinciden la esencia y la existencia. Ellos son: infinitud, simplicidad, indivisibilidad, singularidad, inmutabilidad, eternidad y espiritualidad (es decir, ausencia de materia).
Los atributos personales de Dios son la vida (plenitud, bienaventuranza, perfección), el pensamiento, la voluntad y la libertad, el amor y la amistad. El objeto del pensamiento y de la voluntad de Dios es Dios mismo, por así decirlo, su esencia, ya que Él es el Bien Supremo y la perfección de todas las perfecciones. Pero Dios también dirige su pensamiento y su voluntad a las criaturas humanas para su propio bien.

## Enumeración
La definición de Dios del Catecismo Menor de Westminster es una enumeración de sus atributos: "Dios es un Espíritu, infinito, eterno e inmutable en su ser, sabiduría, poder, santidad, justicia, bondad y verdad". Esta respuesta ha sido criticada, sin embargo, por no tener "nada específicamente cristiano al respecto".  El Catecismo Mayor de Westminster añade ciertos atributos a esta descripción, como "todo suficiente", "incomprensible", "presente en todas partes" y "conocedor de todas las cosas".

### Aseidad
La aseidad de Dios significa "Dios es tan independiente que no nos necesita". Se basa en Hechos 17:25, donde dice que Dios "no es servido por manos humanas, como si necesitara algo" NVI. Esto a menudo se relaciona con la autoexistencia de Dios y su autosuficiencia.

### Eternidad
La eternidad de Dios concierne a su existencia más allá del tiempo. Basándose en versículos como el Salmo 90:2 ("Antes de que nacieran las montañas o de que tú hicieras nacer el mundo entero, desde la eternidad hasta la eternidad eres Dios"), Wayne Grudem afirma que Dios no tiene principio, fin o sucesión de momentos en su propio ser, y ve todo el tiempo con la misma viveza, sin embargo, Dios ve los acontecimientos en el tiempo y actúa en el tiempo. La expresión Alfa y Omega también se usa como título de Dios en el Libro de Apocalipsis. La eternidad de Dios puede ser vista como un aspecto de su infinitud, que se discute más adelante.

### Bondad
La bondad de Dios significa que Dios es la norma final del bien, y todo lo que Dios es y hace es digno de aprobación.Muchos teólogos consideran la bondad de Dios como un atributo primordial: Louis Berkhof, por ejemplo, considera que incluye la bondad, el amor, la gracia, la misericordia y la longanimidad. La idea de que Dios es "todo bien" se llama su omnibenevolencia.
Los críticos de las concepciones cristianas de Dios como todo bueno, omnisciente y todopoderoso citan la presencia del mal en el mundo como evidencia de que es imposible que los tres atributos sean verdaderos; Esta aparente contradicción se conoce como el problema del mal. El desafío del Dios malvado es un experimento mental que explora si la hipótesis de que Dios podría ser malo tiene consecuencias simétricas para un Dios bueno, y si es más probable que Dios sea bueno, malo o inexistente.

### Gracia
La gracia de Dios es un principio clave del cristianismo. En Éxodo 34:5-6, es parte del Nombre de Dios, "Yahweh, Yahweh, el Dios compasivo y misericordioso". La descripción de Dios en este texto es, en la tradición judía, llamada los Trece atributos de misericordia.

### Santidad
La santidad de Dios es que está separado del pecado y es incorruptible. Señalando el estribillo de Santo, santo, santo en Isaías 6:3 y Apocalipsis 4:8, R. C. Sproul señala que sólo una vez en la Sagrada Escritura se eleva un atributo de Dios al tercer grado... La Biblia nunca dice que Dios es amor, amor, amor; o misericordia, misericordia, misericordia; o ira, ira, ira; o justicia, justicia, justicia. Dice que Él es santo, santo, santo, que toda la tierra está llena de Su gloria".

### Inmanencia
La inmanencia de Dios se refiere a que él está en el mundo. Así, se contrasta con su trascendencia, pero los teólogos cristianos suelen subrayar que los dos atributos no son contradictorios. Aferrarse a la trascendencia pero no a la inmanencia es deísmo, mientras que sostener la inmanencia pero no la trascendencia es panteísmo. Según Wayne Grudem, el Dios de la Biblia no es una deidad abstracta alejada de su creación y desinteresada en ella. Grudem continúa diciendo que toda la Biblia "es la historia de la participación de Dios en su creación", pero destaca versículos como Hechos 17:28, en Él vivimos, nos movemos y existimos.

### Inmutabilidad
La inmutabilidad significa que Dios no puede cambiar. Santiago 1:17 se refiere al Padre de las lumbreras celestiales, que no cambia como sombras que se mueven (NVI). Herman Bavinck señala que aunque la Biblia habla de que Dios cambia un curso de acción, o se enoja, estos son el resultado de cambios en el corazón del pueblo de Dios (Números 14). La Escritura testifica que en todas estas diversas relaciones y experiencias, Dios permanece siempre el mismo. Millard Erickson llama a este atributo la constancia de Dios.
La inmutabilidad de Dios está siendo cada vez más criticada por los defensores del teísmo abierto, que argumenta que Dios está abierto a la influencia a través de las oraciones, decisiones y acciones de las personas. Entre los partidarios prominentes del teísmo abierto se encuentran Clark Pinnock, Thomas Jay Oord, John E. Sanders y Gregory Boyd.

### Impasibilidad
La doctrina de la impasibilidad de Dios es controvertida. Por lo general, se define como la incapacidad de Dios para sufrir, mientras se reconoce que Jesús, que se cree que es Dios, sufrió en su naturaleza humana. La Confesión de Fe de Westminster dice que Dios no tiene cuerpo, partes ni pasiones. Aunque la mayoría de los cristianos históricamente como san Atanasio, Agustín de Hipona, Tomás de Aquino y Calvino son ejemplos, toman esto como que Dios está "sin emociones, ya sea de tristeza, dolor o pena", algunas personas interpretan esto como que Dios está libre de todas las actitudes "que reflejan inestabilidad o falta de control". Robert Reymond dice que "debe entenderse en el sentido de que Dios no tiene pasiones corporales como el hambre o el impulso humano por la satisfacción sexual".
D. A. Carson argumenta que 

aunque Aristóteles puede ejercer más que una pequeña influencia apenas reconocida sobre aquellos que sostienen la impasibilidad, en el mejor de los casos la impasibilidad es tratar de evitar una imagen de Dios que es cambiante, entregado a los cambios de humor, dependiente de sus criaturas.

De esta manera, la impasibilidad está conectada con la inmutabilidad de Dios, que dice que Dios no cambia, y con la aseidad de Dios, que dice que Dios no necesita nada. Carson afirma que Dios es capaz de sufrir, pero argumenta que si lo hace "es porque elige sufrir".

### Impecabilidad
La impecabilidad de Dios está estrechamente relacionada con su santidad. Significa que Dios es incapaz de pecar, lo cual es una afirmación más fuerte que simplemente decir que Dios no peca. Robert Morey argumenta que Dios no posee la "libertad absoluta" que se encuentra en la filosofía griega. Mientras que "los griegos asumían que los dioses eran 'libres' de convertirse en demonios si así lo deseaban", el Dios de la Biblia "es 'libre' de actuar únicamente en conformidad con Su naturaleza."

### Incomprehensibilidad
La incomprensibilidad de Dios significa que no puede ser conocido plenamente. NVI dice: su entendimiento nadie lo puede alcanzar. Louis Berkhof afirma que "el consenso de opinión" a lo largo de la mayor parte de la historia de la iglesia ha sido que Dios es "el Incomprensible". No obstante, Berkhof sostiene que en la medida en que Dios se revela en sus atributos, también se tiene algún conocimiento de su Ser Divino, aunque incluso así, el conocimiento está sujeto a limitaciones humanas.

### Incorporeidad
La incorporeidad o espiritualidad de Dios se refiere a que es Espíritu. Esto se deriva de la declaración de Jesús en RVR, "Dios es Espíritu". Robert Reymond sugiere que es el hecho de su esencia espiritual lo que fundamenta el segundo mandamiento, que prohíbe todo intento de formar una imagen de él.
Aquí está la traducción al español, manteniendo el estilo objetivo, los enlaces de referencia y sin dirigirse al lector:

### Infinitud
La infinitud de Dios incluye tanto su eternidad como su inmensidad. NVI declara que "Yahveh es el Dios eterno", mientras que Salomón reconoce en Reyes 8:27 NVI que "los cielos, incluso el cielo más alto, no pueden contenerte". La infinidad impregna todos los demás atributos de Dios: su bondad, amor, poder, etc., son considerados infinitos.
La relación entre la infinidad de Dios y la infinidad matemática ha sido objeto de frecuentes discusiones. El trabajo de Georg Cantor sobre la infinidad en matemáticas fue acusado de socavar la infinidad divina, pero Cantor sostuvo que la infinidad de Dios es el infinito absoluto, que trasciende todas las demás formas de infinidad.
Claro, aquí tienes la traducción al español, con las referencias copiadas exactamente como en el texto original y sin añadir barras inclinadas no presentes:

### Celos
J. I. Packer consideraba los celos de Dios como "el celo por proteger una relación de amor o vengarla cuando se rompe", siendo así "un aspecto de su amor de pacto por su propio pueblo".
Gracias por tu paciencia. A continuación, la traducción exacta del texto sobre el amor, sin agregar barras inclinadas ni alterar el formato original de las referencias:
Gracias por tu paciencia. A continuación, la traducción exacta del texto sobre el amor, sin agregar barras inclinadas ni alterar el formato original de las referencias:

### Amor
D. A. Carson habla de la "difícil doctrina del amor de Dios", ya que "cuando los cristianos informados hablan sobre el amor de Dios, quieren decir algo muy distinto de lo que se entiende en la cultura que los rodea". Carson distingue entre el amor que el Padre tiene por el Hijo, el amor general de Dios por su creación, la "postura salvífica de Dios hacia su mundo caído", su "amor particular, eficaz y selectivo hacia sus elegidos", y el amor condicionado por la obediencia.
El amor de Dios es enfatizado particularmente por los adherentes de la escuela teológica de la Trinidad social. Kevin Bidwell sostiene que esta escuela, que incluye a Jürgen Moltmann y Miroslav Volf, "aboga deliberadamente por el amor abnegado y la libertad a expensas del s#eñorío y de toda una gama de otros atributos divinos".

### Misión
Aunque la misión de Dios no suele incluirse tradicionalmente en esta lista, David Bosch ha argumentado que la misión "no es principalmente una actividad de la iglesia, sino un atributo de Dios".
Christopher J. H. Wright defiende una base bíblica para la misión que va más allá de la Gran Comisión, y sugiere que los "textos misioneros" pueden brillar como gemas, pero que "simplemente disponer tales gemas en una cadena no constituye todavía lo que podría llamarse una hermenéutica misional de toda la Biblia".

### Misterio
Muchos teólogos consideran el misterio como el atributo principal de Dios, ya que Él solo revela cierto conocimiento a la humanidad. Karl Barth afirmó que "Dios es el misterio último".
Karl Rahner concibe a "Dios" como "misterio" y a la teología como "la 'ciencia' del misterio".
Nikolai Berdyaev considera que el "Misterio inexplicable" es la "definición más profunda" de Dios.
Ian Ramsey define a Dios como "misterio permanente".

### Omnipotencia
La omnipotencia de Dios se refiere a que Él es "todopoderoso". Esta idea suele expresarse con la frase "Dios Todopoderoso", como en el título del Antiguo Testamento "Dios Todopoderoso" (traducción convencional del título hebreo El Shaddai) y en el título "Dios Padre Todopoderoso" del Credo de los Apóstoles.
C. S. Lewis aclara este concepto: "Su Omnipotencia significa poder para hacer todo lo que es intrínsecamente posible, no para hacer lo intrínsecamente imposible. Se le pueden atribuir milagros, pero no disparates. Esto no es una limitación de su poder".

### Omnipresencia
La omnipresencia de Dios se refiere a que Él está presente en todas partes. Berkhof distingue entre la inmensidad de Dios y su omnipresencia, afirmando que la primera "señala el hecho de que Dios trasciende todo espacio y no está sujeto a sus limitaciones", lo cual enfatiza su trascendencia, mientras que la segunda indica que Dios "llena cada parte del espacio con todo su Ser", destacando su inmanencia. En el Salmo 139, David declara: Si subo a los cielos, allí estás tú; si me tiendo en el abismo, allí estás también (NVI).

### Omnisciencia
La omnisciencia de Dios se refiere a que Él lo sabe todo. Berkhof considera la sabiduría de Dios como "un aspecto particular de su conocimiento".
Un argumento del libre albedrío plantea que la omnisciencia y el libre albedrío son incompatibles y, por lo tanto, que o bien Dios no existe, o cualquier concepto de Dios que contenga ambos elementos es erróneo. Un Dios omnisciente conoce el futuro, incluyendo qué decisiones tomará. Dado que su conocimiento del futuro es perfecto, no podría tomar una decisión distinta, y por tanto, no tendría libre albedrío. Por otro lado, si Dios tiene libre albedrío y puede tomar decisiones distintas basadas en su conocimiento del futuro, entonces ese conocimiento no sería perfecto o estaría limitado.

### Providencia
Aunque la providencia de Dios se refiere usualmente a su acción en el mundo, también implica su cuidado por el universo, y por lo tanto se considera un atributo. Aunque la palabra en sí no aparece en la Biblia refiriéndose a Dios, el concepto se halla en pasajes como NVI, que dice que Dios da a todos la vida, el aliento y todas las cosas.
Se suele distinguir entre la "providencia general", que se refiere al continuo sostenimiento divino del orden natural y la existencia del universo, y la "providencia especial", que alude a la intervención extraordinaria de Dios en la vida de las personas.

### Rectitud
La rectitud de Dios puede referirse a su santidad, a su justicia o a su acción salvadora. Martín Lutero creció creyendo que esto se refería a un atributo de Dios, específicamente a su justicia distributiva. El cambio de pensamiento de Lutero y su posterior interpretación de la frase como referencia a la rectitud que Dios imputa al creyente fue un factor clave en la Reforma protestante. Más recientemente, sin embargo, estudiosos como N. T. Wright han sostenido que el versículo se refiere, después de todo, a un atributo de Dios: su fidelidad al pacto.

### Simplicidad
La simplicidad divina significa que Dios no es en parte esto y en parte aquello, sino que lo que es, lo es completamente. Por tanto, está relacionada con la unidad de Dios. Grudem observa que este es un uso menos común de la palabra "simple", es decir, "no compuesto de partes". Él distingue entre la "unidad de singularidad" de Dios (en cuanto a que Dios es un solo Dios) y su "unidad de simplicidad".

### Soberanía
La doctrina cristiana de la soberanía de Dios se relaciona con su omnipotencia, su providencia y su reinado divino, pero también incluye su libertad, y es coherente con su bondad, justicia, santidad e impecabilidad. Se refiere al hecho de que Dios tiene control total mientras dirige todas las cosas — ninguna persona, organización, gobierno ni fuerza alguna puede impedir que Dios cumpla su propósito. Este atributo ha sido especialmente enfatizado en el calvinismo. El autor calvinista A. W. Pink cita NVI ("Mi propósito se cumplirá, y haré todo lo que deseo") y argumenta: "Sujeto a nadie, influido por nadie, absolutamente independiente; Dios hace lo que quiere, solo lo que quiere y siempre lo que quiere".
Otros autores cristianos sostienen que el Dios soberano desea ser influido por la oración y que "puede y quiere cambiar de parecer cuando su pueblo ora".

### Trascendencia
La trascendencia de Dios significa que Él está fuera del espacio y del tiempo, y por tanto es eterno e inmutable ante cualquier fuerza dentro del universo. Está estrechamente relacionada con su inmutabilidad y se contrasta con su inmanencia.

### Triunidad

El diagrama del Escudo de la Trinidad simboliza aspectos de la doctrina de la Trinidad.

Las tradiciones trinitarias del cristianismo proponen la Santísima Trinidad de Dios — tres personas en una (o triuno): Padre, Hijo y Espíritu Santo.
El apoyo para la doctrina de la Triunidad proviene de varios pasajes bíblicos y de las fórmulas trinitarias del Nuevo Testamento, como la Gran Comisión en NVI: "Por tanto, vayan y hagan discípulos de todas las naciones, bautizándolos en el nombre del Padre y del Hijo y del Espíritu Santo". También,
1 Juan 5:7 dice: ...tres son los que dan testimonio en el cielo: el Padre, la Palabra y el Espíritu Santo; y estos tres son uno, aunque esta frase —el Coma joánica— es casi universalmente rechazada como una corrupción del texto en latín.
La afirmación conocida como el Shemá Israel, por sus dos primeras palabras en hebreo, declara: Escucha, Israel: Yahveh nuestro Dios, Yahveh es uno (NVI). En el Nuevo Testamento, Jesús afirma la unidad de Dios al citar estas palabras en NVI. El apóstol Pablo también sostiene esta unidad en textos como NVI.
La unidad de Dios también está relacionada con su simplicidad divina.

### Veracidad
La veracidad de Dios implica que Él siempre dice la verdad. NVI menciona a "Dios, que no miente".
Entre los evangélicos, la veracidad de Dios suele considerarse la base de la doctrina de la inerrancia bíblica. Greg Bahnsen afirma:

Solo con un autógrafo inerrante podemos evitar atribuir error al Dios de verdad. Un error en el original sería atribuible al mismo Dios, porque Él, en las páginas de las Escrituras, se responsabiliza por las mismas palabras de los autores bíblicos. Los errores en las copias, sin embargo, son responsabilidad exclusiva de los escribas, y en ese caso no se compromete la veracidad de Dios.